# California (Nueva España)
California o Californias, fue una provincia del Virreinato de Nueva España, fundada el 25 de octubre de 1697, posteriormente en 1767 pasaría a ser parte de Las Californias. Esta se extendía aproximadamente desde la latitud 33 (norte) hasta Cabo San Lucas.
Aunque tuvo muchos intentos fallidos de colonización, logró tener éxito con la Misión de Loreto Conchó. Con la que se pudo mantener y conquistar toda la península a partir de ella, también logró ser la primera capital de Las Californias, pero después fue trasladada a  Monterrey.

## Historia

### Conquista de California
La Conquista o Colonización de California no había tenido éxito, hasta que Juan María de Salvatierra, con cinco españoles y tres amerindios, desembarca el 19 de octubre de 1697 en California. El 25 de octubre de 1697, el padre Juan María de Salvatierra, funda la misión de Misión de Loreto Conchó, considerada “la madre de las californias”, es la primera misión jesuita que se construye en el lugar que ocupó el asentamiento primitivo de la ranchería de los Conchó. El 19 de octubre de 1697, cincuenta guaycuras (amerindios que dominaban la zona) que habitaban esa zona y algunos nativos de la Misión de San Bruno, avistaron a lo lejos las frágiles naves que traían con mucho trabajo y escasos recursos.

## Compañía de Jesús en California
El objetivo esencial de las  misiones jesuitas en California, como en las demás partes de la Nueva España, fue la llamada conquista espiritual o conversión al cristianismo de los naturales, la salvación de sus almas, y en un sentido más amplio, el integrar al imperio español las lejanas regiones de las que muy poco se conocía, de suerte que los gentiles que las habitaban se convirtieran no sólo al  cristianismo, sino en leales súbditos del  rey y que formaran poblados basados en el modelo español. Éste propósito ideal no pudo lograrse totalmente por muchas razones.